# Reichskirchensystem

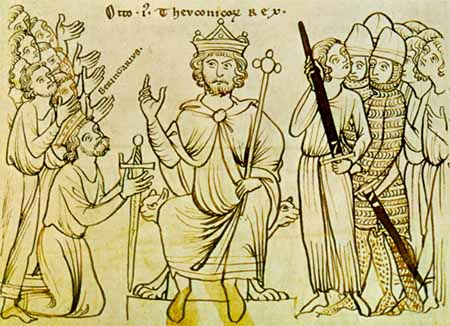
Le système ecclésiastique impérial est le plus souvent associé à Otton Ier.

Le Reichskirchensystem ou système d'Église d'Empire désigne une structure créée par les Ottoniens et Saliens dans l'Allemagne du haut Moyen Âge consistant à installer des évêques dans toute la Germanie afin qu'ils jouent un rôle dans la gestion du royaume. L'Église dans cette perspective consolide le pouvoir impérial.
Pour certains historiens, le Reichskirchensystem est le produit d'une volonté de créer une Église
d'empire spécifique et bien contrôlée. D'autres font valoir au contraire que le contrôle de cette Église n'est pas si complet qu'il y paraît. L'historiographie germanique ne retient plus aujourd'hui cette expression et la logique de centralisation qu'elle suggère. Le point de départ de cette révision du jugement historique est l'article de Timothy Reuter cité en note. Il montre notamment que de nombreux évêques ne sont pas issus de la Hofkapelle.